# Calliandra houstoniana
Calliandra houstoniana là một loài thực vật có hoa trong họ Đậu. Loài này được (Mill.) Standl. miêu tả khoa học đầu tiên.